# Договор Мальярино — Бидлэка
Догово́р Мальяри́но — Би́длэка (также известный как «договор Бидлэка» и «Новогранадский договор») — договор, подписанный между Новой Гранадой (ныне Колумбия и Панама) и Соединёнными Штатами Америки 12 декабря 1846 года. Официально на испанском языке этот договор назывался «Tratado de Paz, Amistad, Navegación y Comercio» («Договор о мире, дружбе, мореплавании и торговле») и должен был представлять собой соглашение о взаимном сотрудничестве и торговле, но на деле стал первой попыткой США вмешаться в дела Панамского перешейка, который был в то время частью Новой Гранады. Договор известен по фамилиям людей, подписавших его: министра внешних сношений Новой Гранады Мануэля Марии Мальярино, и американского юриста Бенджамина Альдена Бидлэка, члена Палаты представителей от штата Пенсильвания.

## Предыстория
После распада Великой Колумбии в 1830 году Панама предприняла первую попытку отделиться в том же году, затем в 1831 году и 1840—1841 годах, когда она существовала как независимое государство. В этот короткий период независимости министр иностранных дел Панамы, Мариано Аросемена, поднял вопрос о том, чтобы защиты целостности и нейтралитета перешейка с помощью сил США, Великобритании и Франции.
По возвращении Панамского перешейка в состав Новой Гранады в 1841 году власти Новой Гранады предложили этим странам ту же идею, которая гарантированно позволила бы Новой Гранаде сохранить контроль над перешейком.
В связи с этим министр иностранных дел Новой Гранады Мануэль Мария Мальярино передал конфиденциальный документ от своего правительства американскому чиновнику Бенджамину Бидлэку, в котором правительство Новой Гранады предупредило США об опасности амбиций Великобритании контролировать «важнейшую торговую точку Америки». Новая Гранада просила Соединённые Штаты помочь гарантировать владение, суверенитет и нейтралитет Панамского перешейка и в обмен на это предоставляло льготы по транспортировке через перешеек товаров, почты, пассажиров и так далее.
Таким образом, был подписан договор о мире, дружбе, мореплавании и торговле 12 декабря 1846 года, но он был невыгоден Панаме: в частности, из-за статьи № 35, в которой Соединённые Штаты обязывались гарантировать нейтралитет перешейка и свободное передвижение по нему между Тихим и Атлантическим океанами, открыв таким образом дорогу своей интервенции в Панаму.

## Информация о договоре
Ключевыми моментами статьи № 35 договора являются:
- Граждане, судов и грузы Соединённых Штатов пользуются в портах Новой Гранады, в том числе Панамского перешейка, всеми франко, привилегиями и дипломатическими иммунитетами, которые касаются торговли и навигации, и эти преимущества в равной степени должны распространяться на пассажиров, почту и грузы из США, которые следуют транзитом через территорию перешейка.
- Правительство Новой Гранады гарантирует правительству США право транзита через Панамский перешеек любыми средствами связи, которые существуют, и будет франко, открытым и бесплатным для граждан, правительства Соединенных Штатов промышленных продукции и товаров.
- С граждан Соединённых Штатов или их товаров властями Новой Гранады не могут взиматься или налагаться дорожные или какие-либо иные пошлины на пути через любые дороги или каналы.
- Соединённые Штаты гарантируют Новой Гранаде полный нейтралитет Панамского перешейка с той целью, чтобы ни разу, пока данный договор действует, он не был закрыт для свободного перемещения к другому океану.
- Соединенным Штатам гарантируются такие же права, суверенитет и собственность, которыми Новая Гранада обладает ими на указанной территории.

## Итоги
С момента подписания этого договора официально начались экономические, социальные и политические отношения Соединённых Штатов Америки и Панамы; как следствие он задержал отделение перешейке Новую Гранаду, чтобы предотвратить освободительное движение в ней во второй половине XIX века.
Пользуясь данным договором, США много раз начинали военное вторжение на перешеек, как правило, в отношении гражданских лиц, крестьянских партизан или либеральной партии борьбы независимость. После начала Калифорнийской Золотой лихорадки в 1848 году США потратили семь лет на строительство Панамской железной дороги. В результате договор, однако, дал Соединённым Штатам формально законную возможность политически и экономически влиять на Панамский перешеек. В 1903 году США не удалось получить доступ к полосе на перешейке для строительства канала, и они изменили свою позицию на выход Панамы из Республики Колумбия.